# Judiciary Act of 1925

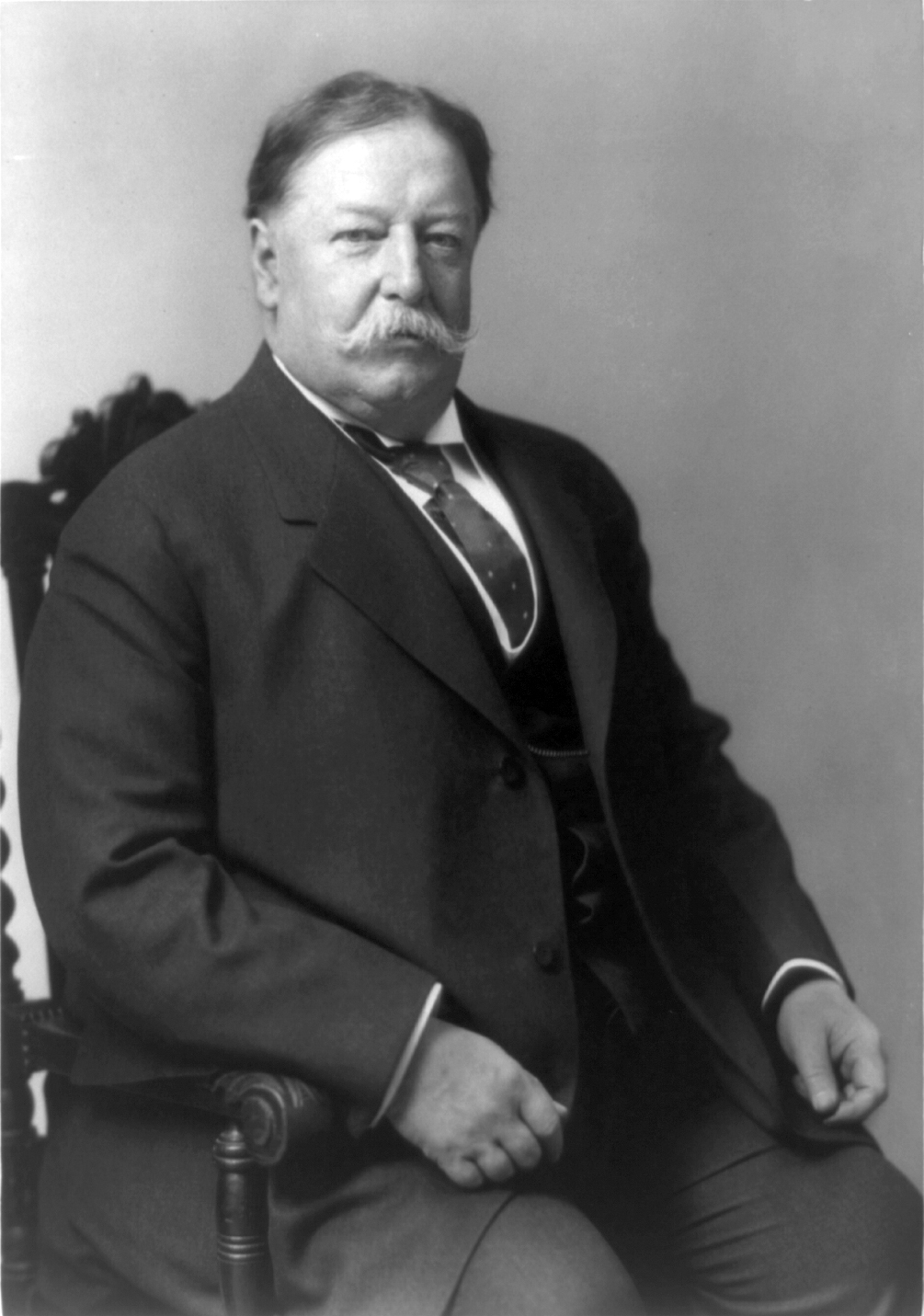
William Howard Taft, Oberster Richter der Vereinigten Staaten von 1921 bis 1930

Der Judiciary Act of 1925 (auch Certiorari Act oder Judges’ Bill, voller Titel An Act To amend the Judicial Code, and to further define the jurisdiction of the circuit courts of appeals and of the Supreme Court, and for other purposes) (43 Stat. 936) ist ein Gesetz des 68. Kongress der Vereinigten Staaten vom 13. Februar 1925.
Zu seinen wichtigsten Zielen gehörte die Reduzierung der Fallzahl des Supreme Court. Bis zum Erlass des Gesetzes hatten die Parteien ein Recht auf appeal zum Supreme Court. Zwar hatte man bereits 1891 auf Bundesebene eine weitere Rechtsmittelinstanz, die Circuit Courts, zwischen die District Courts und den Supreme Court geschaltet. Dessen jährlich Fallzahl blieb jedoch weiterhin hoch. Mit dem Gesetz von 1925 wechselte das Gericht durch § 237(b) zum freien Annahmeverfahren durch Certiorari. 